# Greven, Ludwigslust-Parchim
Greven là một đô thị ở huyện Ludwigslust-Parchim (trước 2011 thuộc huyện Ludwigslust), bang Mecklenburg-Vorpommern, Đức. Đô thị này có diện tích 40 km², dân số thời điểm 31 tháng 12 là 832 người.